# Forum Wetzlar
Das Forum Wetzlar ist ein Einkaufszentrum, das am 16. Februar 2005 in zentraler Lage der hessischen Stadt Wetzlar eröffnet wurde.

## Beschreibung
Mit ca. 24.000 m² Verkaufsfläche und 106.000 m² Gesamtnutzfläche ist es das größte Einkaufszentrum in Mittelhessen. Über 110 Einzelhandelsgeschäfte, Gastronomiebetriebe und ein Frischmarktbereich verteilen sich auf zwei Ebenen. Nach Angaben des Betreibers verfügt das Einkaufszentrum über einen Einzugsbereich von 540.670 Einwohnern. Das Center beschäftigt gegenwärtig ca. 700 Menschen und generierte 2009 einen Umsatz von etwa 100 Millionen Euro im Jahr. Im Schnitt wird es von täglich 22.000 Kunden besucht.
Das Forum liegt als etwa 380 Meter langer, zwei- bis dreigeschossiger Bau unmittelbar zwischen Bahnhof und Bahnhofstraße, der bis zur Eröffnung des Forums wichtigsten Geschäftslage der Stadt. Der Bau prägt heute das Stadtbild des gesamten Viertels zwischen Lahn, Bahnhofsbrücke, Niedergirmes und Innenstadt. Er ist auch für Durchfahrende auf der B49/E44 weithin sichtbar und wirkt heute auf diese, wie auch auf Bahnreisende, als ebenso modernes wie umstrittenes Erkennungszeichen Wetzlars.

## Anbindung
Das Forum Wetzlar verfügt über einen direkten Anschluss an die autobahnähnlich ausgebaute Bundesstraße 49. Über diese besteht innerhalb weniger Kilometer Anschluss an die Bundesautobahnen 45 und 480. Für PKW stehen im Parkhaus des Forums 1.700 Parkplätze zur Verfügung.

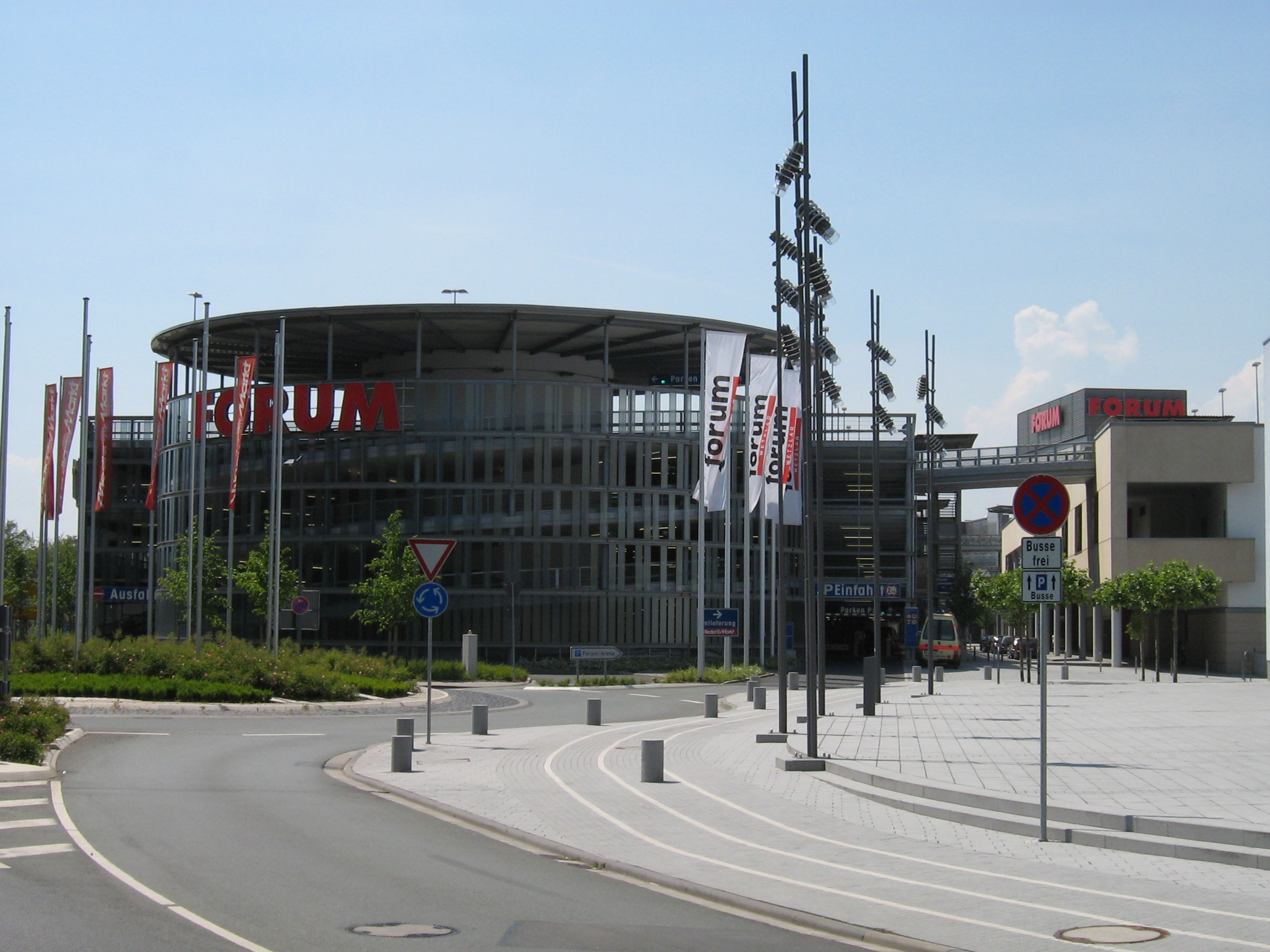
Parkhaus von hinten

Die Anbindung mit öffentlichen Verkehrsmitteln wird über den direkt angrenzenden Wetzlarer Bahnhof (Deutsche Bahn) und den Busbahnhof gewährleistet.

## Entwicklung
Das Forum Wetzlar wurde auf einer innerstädtischen Brachfläche, dem Areal des ehemaligen Wetzlarer Güterbahnhofs, errichtet. Im ersten Abschnitt der Planungszeit wurde der Name Mittelhessencenter favorisiert. Erste Verhandlungen über dieses Bauvorhaben führte die Stadt Wetzlar mit der Firma Goldbeck. Das Einkaufszentrum wurde privat durch die Deutsche EuroShop AG finanziert und durch die ECE Projektmanagement GmbH & Co. KG mit Sitz in Hamburg verwaltet und betrieben. Generalbauunternehmen war die Firma Max Bögl. Seine Entwicklung ist eng mit der unmittelbar benachbarten Buderus Arena Wetzlar verknüpft, die mit öffentlichen Mitteln finanziert und ebenfalls 2005 eröffnet wurde. Zur Erschließung des Areals wurden im Vorfeld einige Straßen, Kreisverkehre und eine neue Brücke über die Lahn errichtet. 
Der Bau des Einkaufszentrums war in Wetzlar und in der Region politisch sehr umstritten. So wurde in Nachbarstädten wie Marburg und Gießen ein Abzug der Kaufkraft befürchtet. Das Forum zog tatsächlich neue Kaufkraft nach Wetzlar. Nach der Eröffnung des Forums schlossen jedoch auch nach und nach viele Läden in der Wetzlarer Innenstadt.